# Next Generation Nuclear Plant
Next Generation Nuclear Plant, NGNP – projektowany reaktor jądrowy IV generacji bazujący na metodzie reaktora bardzo wysokotemperaturowego (ang. Very High Temperature Reactor, VHTR). Oprócz tradycyjnej produkcji energii przez reaktor, dzięki wysokiej temperaturze wyjściowej sięgającej nawet do 1000 °C, możliwe będzie użycie reaktora także do wytwarzania ciepła dla konsumentów oraz do produkcji wodoru w termochemicznym cyklu jodowo-siarkowym.
Prace nad NGNP mają zostać zakończone do 2021 roku.